# José Echegaray y Eizaguirre
José Echegaray y Eizaguirre (Madrid, 19 d'abril de 1832 — Madrid, 14 de setembre de 1916) fou un enginyer, matemàtic, dramaturg, polític i professor universitari espanyol guardonat amb el Premi Nobel de Literatura l'any 1904 juntament amb Frédéric Mistral.
José de Echegaray va ser un polifacètic personatge de l'Espanya de finals del segle xix. Enginyer, matemàtic, dramaturg, polític, amb excel·lents resultats en totes les àrees a les quals es va dedicar. A més d'obtenir el Premi Nobel va desenvolupar diversos projectes en exercici de les carteres ministerials d'Hisenda i Foment, va fer importants aportacions a les matemàtiques i la física, va introduir a Espanya la geometria de Chasles, la teoria de Galois i les funcions el·líptiques.

## Biografia
Va néixer el 19 d'abril de 1832 a la ciutat de Madrid. El seu pare, metge i professor d'institut, era originari d'Aragó i la seva mare, de Navarra. Va passar la seva infància, però, a Múrcia, on realitzà els estudis d'ensenyament primari. Va ser allà, a l'Institut de Múrcia, on va descobrir la seva afició per les matemàtiques.
Amb l'objecte de preparar l'ingrés a l'Escola d'Enginyers de Camins es va traslladar, amb catorze anys, a Madrid, on va ingressar al Instituto de Segunda Enseñanza San Isidro, acabat d'estrenar. Complerts els vint va sortir amb el títol d'enginyer, sent el primer de la seva promoció, i es va haver de desplaçar a Almeria i Granada per incorporar-se al seu primer treball.
De ben jove s'inicià en la lectura gràcies a Goethe, Homer i Balzac, lectures que alternava amb les de matemàtiques de Gauss, Legendre i Lagrange.

## Professor i científic
El 1854 va tornar a Madrid per fer-se càrrec de la secretaria de l'Escola d'Enginyers de Camins. Allí va fer classes de matemàtiques, hidràulica, geometria descriptiva, càlcul diferencial i física des d'aquest any fins al 1868.

L'any 1864 va ser escollit membre de la Reial Acadèmia de les Ciències Exactes. El discurs d'ingrés, titulat Historia de las matemáticas puras en nuestra España (Història de les matemàtiques pures en la nostra Espanya), en el qual fa un balanç, exageradament negatiu i amb determinades llacunes, de la matemàtica espanyola a través de la història i en el qual defensa la "ciència bàsica" enfront de la "ciència pràctica", va ser font d'una gran polèmica, tal com indiquen els periodistes Luis Antón del Olmet i Arturo García Carraffa en el seu llibre Echegaray: 
| « | I com que el discurs va resultar aspre, cru i fins i tot a agressiu, va produir, a pesar de les felicitacions i elogis de rúbrica, pèssim efecte en alguns centres i col·lectivitats... Molts periòdics van combatre el seu discurs. Els revolucionaris van atacar les seves tendències liberals; els liberals el van acusar de maltractar la Ciència Espanyola i la polèmica va ser rude perquè Don José va contestar a tots en el mateix to que havia emprat en el seu discurs | » |

Considerat el més gran matemàtic espanyol del segle xix, Julio Rey Pastor afirmà:
| « | per a la Matemàtica espanyola, el segle xix comença el 1865 i comença amb Echegaray | » |

Va ser president de l'Ateneu de Madrid el 1888; director de la Real Academia Española el 1896; dues vegades president de l'Acadèmia de Ciències Exactes, Físiques i Naturals (1894-1896 i 1901-1916); primer President de la Societat Espanyola de Física i Química, creada el 1903; catedràtic de Física matemàtica de la Universidad Central (1905); president de la secció de Matemàtiques de l'Associació Espanyola per al Progrés de les Ciències (1908); i primer President de la Reial Societat Matemàtica Espanyola (1911). El 1907, a proposta de Santiago Ramón y Cajal, l'Acadèmia de Ciències va crear la Medalla Echegaray i se li va concedir a José Echegaray la primera d'elles.

## Carrera política
Les seves idees polítiques i econòmiques liberals el van dur a participar en la Societat Lliure d'Economia Política en defensa de les idees lliurecanvistes. Després de la Revolució de 1868 i l'entrada de Joan Prim i Prats a Madrid, Manuel Ruiz Zorrilla, amb el qual havia participat activament en la fundació del Partit Radical, va nomenar Echegaray Director General d'Obres Públiques, càrrec que ocuparia fins al 1869. Aquell any fou nomenat Ministre de Foment, i exercí el càrrec fins al 1870 i, novament, el 1872. El 1870 va formar part de la comissió que va rebre el rei Amadeu de Savoia a Cartagena i com a ministre de Foment va realitzar la Llei de Bases de Ferrocarrils.
L'abdicació d'Amadeu de Savoia l'11 de febrer de 1873 va fer que el govern de Ruiz Zorrilla fos destituït i es formés un nou gabinet republicà que seria deposat amb l'entrada de l'exèrcit al Congrés el gener de 1874 al comandament de Manuel Pavía. Al cop va seguir la formació d'un govern de concentració, el qual va tornar a requerir els serveis d'Echegaray com a Ministre d'Hisenda, des d'on se li donaria al Banc d'Espanya el caràcter de banc nacional amb el monopoli d'emissió de bitllets.
Després del pronunciament d'Arsenio Martínez-Campos Antón que va restaurar la monarquia l'any 1874, va seguir fidel a les seves idees republicanes. No obstant això, va participar com a diputat en les Corts monàrquiques de 1876, a fi de poder defensar la seva gestió de les crítiques dels conservadors. Després va participar amb Nicolás Salmerón y Alonso en la fundació del Partit Republicà Progressista l'any 1880 i, finalment, va acceptar entrar en la política del règim de la Restauració, formant part de l'ala esquerra del Partit Liberal Fusionista de Práxedes Mateo Sagasta.
Va deixar el Ministeri d'Hisenda per a dedicar-se a la literatura. El 1905 va retornar de nou al Ministeri d'Hisenda durant el regnat d'Alfons XII d'Espanya, desaparegut el seu fervor republicà. Va ser a més senador vitalici i President del Consell d'Instrucció Pública.

## Carrera literària

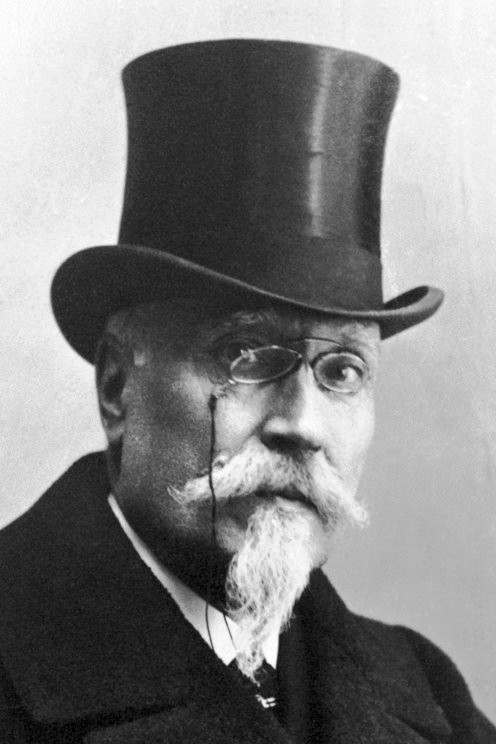
José Echegaray vers el 1904

El 1865 va començar la seva activitat literària amb la publicació de La hija natural, obra teatral, però que no va arribar a estrenar en aquell moment. L'any 1874 va escriure El libro talonario, considerada el començament de la seva producció com a dramaturg. Va estrenar 67 obres de teatre, 34 d'elles en vers, amb gran èxit entre el públic de l'època, encara que desproveïdes de valors literaris per a la crítica posterior. El 1896 va ser escollit membre de la Real Academia Española.
Durant la seva primera època literària les seves obres estaven immerses en la malenconia romàntica, molt pròpia de l'època, però més endavant va adquirir un to més social amb una evident influència del noruec Henrik Ibsen.
El 1904 fou guardonat amb el Premi Nobel de Literatura, que compartí amb el poeta provençal Frédéric Mistral, en reconeixement de les nombroses i brillants composicions que, d'una manera individual i original, han restablert les grans tradicions del drama espanyol. El premi li va ser lliurat a Madrid el 18 de març de 1905 pel rei i la comissió sueca organitzadora. El premi no fou exempt de polèmica, ja que va escandalitzar a les avantguardes literàries espanyoles i, en particular, als escriptors de la Generació del 98. En aquest temps Echegaray no era considerat un dramaturg excepcional i la seva obra era criticada molt durament per escriptors com Leopoldo Alas Clarín o Emilia Pardo Bazán.

## Mort
José de Echegaray va mantenir una gran activitat fins a la seva mort, ocorreguda el 14 de setembre de 1916 a Madrid. La seva extensa obra no va deixar de créixer durant la seva vellesa, així en l'etapa final de la seva vida va escriure entre 25 o 30 volums de Física matemàtica. Amb 83 anys comentava:
| « | No puc morir-me, perquè si he d'escriure la meva Enciclopèdia elemental de Física matemàtica, necessito almenys 25 anys | » |

## Obra literària
obres seleccionades

### Obra científíca
- 1858: Cálculo de Variaciones
- 1865: Problemas de Geometría plana
- 1865: Problemas de Geometría analítica
- 1867: Teorias modernas de la Física
- 1867: Introducción a la Geometría Superior
- 1868: Memoria sobre la teoría de los Determinantes
- 1863: Tratado elemental de Termodinámica

### Obra dramàtica
- 1965: La hija natural
- 1874: La esposa del vengador
- 1875: En el puño de la espada
- 1876: Locura o santidad
- 1881: El gran galeoto
- 1892: Mariana
- 1892: El hijo de Don Juan
- 1895: Mancha que limpia
- 1900: El loco de Dios

## Reconeixements
El 1911 se li concedeix el Toisó d'Or.
En honor seu s'anomenà el cràter Echegaray sobre la superfície del planeta Mercuri.